# السحايلية
السحايلية بلدية تابعة لدائرة تيغنيف في ولاية معسكر تقع بين نسمط وعين فكان. يقطنها حوالي 22000 نسمة 

## قرى وبلدات البلدية
يتبع البلدية عدة قرى وبلدات وهي:
- السحايلية، مقر البلدية (1 631 نسمة[1])
- هواورة
- الرحايحية
- أولاد سيدي عبد القادر بن يسعد
- أولاد قادة
- أولاد علي
- عبادلية جنوب
- مساعدية
- القيطنة
- الحمر
- الهوادف
- زعاقين جنوب
- زعاقين شمال